# Jagdhoheit
Jagdhoheit ist das historische Recht, die Jagd in einem bestimmten Gebiet auszuüben. Heute wird vom Jagdausübungsrecht gesprochen.

## Geschichte
Zur Zeit der Jäger und Sammler war die Jagd frei. In der Entwicklung der Landeshoheit oder Landesherrschaft entstand gleichzeitig die Jagdhoheit oder auch Jagdherrschaft. Die Einführung des königlichen Jagdregals schränkte die Rechte der Landbevölkerung immer mehr ein. Im Deutschen Bauernkrieg wurden im Artikel 4 der Zwölf Artikel Forderungen erhoben, die u. a. gegen dieses Privileg des Adels gestellt waren. Erst in der Französischen Revolution und der Revolution von 1848 in Deutschland wurde diese Form der Jagdhoheit beendet.

## Jagdausübungsrecht
Mit den Bürgerlichen Revolutionen und dem Verlust adliger Vorrechte ging das Jagdausübungsrecht weitgehend in das Recht des Landeigentümers über. Je nach Jagdrecht unterschiedlicher Länder wird auf der Basis des Eigentums an Grund und Boden die Jagd ausgeübt. In Deutschland gibt es das Revierjagdsystem, in der Schweiz das Patentjagdsystem oder die Lizenzjagd.